# Jimmy Case
James Robert „Jimmy“ Case (* 18. Mai 1954 in Liverpool) ist ein ehemaliger englischer Fußballspieler. Der Mittelfeldspieler gehörte in den 1970er Jahren zum damals sehr erfolgreichen Team des FC Liverpool und fiel dabei vor allem durch seine überdurchschnittliche Schussstärke auf.

## Jugendzeit
Nicht weit entfernt von der Heimat Paul McCartneys wuchs Jimmy Case im Liverpooler Vorort Allerton auf. Als junger Teenager war er zwar klein gewachsen, fiel aber früh den Talentsuchern in seiner Region auf. Er spielte dabei zunächst in Schulmannschaften und schloss sich dann einer Mannschaft aus Hafenarbeitern mit dem Namen „Blue Union“ an, wo er vor allem eine physisch robuste Spielweise erlernte.
Case begann nach seinem Schulabschluss eine Elektrikerlehre und ging dieser Tätigkeit auch nach seiner Vertragsunterzeichnung beim FC Liverpool nach, während er bereits parallel für die Reservemannschaft spielte. Mittlerweile hatte er auch körperlich deutlich zugelegt und mit einem Wachstumsschub hatte er die Voraussetzungen geschaffen, die ihm später bei seiner arbeitsintensiven Spielweise im rechten Mittelfeld entgegenkamen.

## Laufbahn als Fußballspieler

### FC Liverpool (1973–1981)
Case spielte zunächst für den kleinen Verein FC South Liverpool, bevor es ihn im Mai 1973 nach Anfield zog. Am 26. April 1975 gab er für den FC Liverpool in einem Meisterschaftsspiel gegen die Queens Park Rangers seinen Einstand, als die „Reds“ nach zwei Toren von John Toshack und einem weiteren Treffer von Kevin Keegan mit 3:1 gewannen. Bis zum Jahre 1976 entwickelte er sich zu einem Stammspieler im Mittelfeld und zeichnete sich - gemessen an seiner Position - durch eine überdurchschnittlich hohe Torgefährlichkeit aus; alleine in einem Europapokalspiel gegen Śląsk Wrocław gelangen ihm im Dezember 1975 drei Treffer. Sein erstes Tor insgesamt fiel beim 3:2-Sieg in der Liga gegen Tottenham Hotspur und im weiteren Verlauf der Saison 1975/76 war er maßgeblich am Gewinn der Meisterschaft beteiligt. Auch im UEFA-Pokal kam er zum Zuge, schoss im Finalhinspiel gegen den FC Brügge einen Treffer und gewann den Wettbewerb mit seiner Mannschaft.
In der anschließenden Saison 1976/77 konnte Case seinen Platz in der Mannschaft verteidigen, die um ein Triple aus englischer Meisterschaft, FA Cup und Europapokal der Landesmeister spielte. Die zweite Meisterschaft in Serie gelang zwar, aber im FA-Cup-Endspiel unterlag der FC Liverpool Manchester United mit 1:2, wobei Case den zwischenzeitlichen Ausgleichstreffer kurz nachdem 0:1 erzielt hatte. Dieser Treffer stand sinnbildlich für die Spielweise von Case und wurde mit Härte und Effet von außerhalb des Strafraums erzielt. Einige Tage später stand er im Europapokalfinale gegen Borussia Mönchengladbach und war in Rom mit 3:1 erfolgreich.
Zwei weitere englische Meisterschaften und Europapokalausgaben errang Case noch mit dem FC Liverpool und fügte seiner Sammlung 1981 den Ligapokal hinzu. Zu Beginn der 1980er-Jahre hatte er sich dann immer mehr der Konkurrenz des aufstrebenden Sammy Lee zu erwehren. Trainer Bob Paisley erwog schließlich den Verkauf von Case, wobei Paisley die Sorge umtrieb, dass im Falle eines Transfers von Case dessen tiefe Freundschaft mit dem Mittelfeldkollegen Ray Kennedy zu Unstimmigkeiten in der Mannschaft hätte führen können. Schließlich wechselte Case jedoch im Sommer des Jahres 1981 zu Brighton & Hove Albion.

### Brighton & Hove Albion (1981–1985)
Im Austausch mit Mark Lawrenson, der in die Gegenrichtung von Brighton nach Liverpool wechselte, ging Case für einen Transfergegenwert in Höhe von 450.000 Pfund an die englische Südküste. Dort sollte er im Goldstone Ground maßgeblich für die Achtungserfolge des Vereins in den frühen 1980er-Jahren mitverantwortlich sein.
Im Jahre 1983 zog er mit Brighton ins FA-Cup-Finale ein, wo er erneut Manchester United gegenüberstand. Die Partie endete mit einem 2:2 und Brighton verpasste den Überraschungssieg nur knapp, als der United-Torhüter Gary Bailey einen Schuss von Gordon Smith kurz vor Spielende noch mit einer spektakulären Parade abwehrte. Im Rückspiel blieb Case mit seinem Team chancenlos und unterlag deutlich mit 0:4. Zuvor hatte der Verein mit dem letzten Tabellenplatz den Abstieg aus der First Division hinnehmen müssen. Obwohl ihm damit die Möglichkeit genommen wurde, in Brighton weiter Erstligafußball zu spielen, blieb Case noch fast zwei Jahre in der zweitklassigen Second Division bei den „Seagulls“.

### FC Southampton (1985–1991)
Im März des Jahres 1985 wechselte Case für 30.000 Pfund zurück in die erste Liga zum FC Southampton und war dort die letzte Verpflichtung in der Ära von Lawrie McMenemy. Er sollte dabei den im Dezember 1984 zum FC Arsenal gewechselten Steve Williams ersetzen und konnte mit seiner hohen Einsatzbereitschaft die vorhandenen Zweifler in der Anhängerschaft, die ihn bereits über seinem fußballerischen Zenit gesehen hatten, besänftigen. In nur wenigen Wochen gelang ihm mit seiner Mannschaft der fünfte Abschlusstabellenplatz, der jedoch nicht den erwünschten UEFA-Pokal-Platz einbringen sollte, da englische Fußballvereine nach der Katastrophe von Heysel für europäische Vereinswettbewerbe gesperrt werden sollten.
Nach der Demission von McMenemy zum Saisonende erhielt Case von dem neuen Trainer Chris Nicholl das Amt des Mannschaftskapitäns. In seiner ersten vollständigen Saison in Southampton führte Case die „Saints“ in das FA-Cup-Halbfinale, nachdem er zuvor im Viertelfinale seinen alten Klub aus Brighton mit 2:0 besiegt hatte. In einem spannenden Spiel verlor Case mit dem FC Southampton am 5. April 1986 gegen den FC Liverpool mit 0:2 nach zwei Treffern in der Verlängerung von Ian Rush. Mit einem Sieg hätte Case die Möglichkeit gehabt, als erster Spieler mit drei verschiedenen Vereinen im FA-Cup-Endspiel gestanden zu haben.
In der schließlich über sechs Jahre andauernden Zeit beim FC Southampton hatte bei Jimmy Case auch in zunehmendem Alter seine Zweikampfstärke nicht gelitten und die wachsenden Schnelligkeitsdefizite glich er aufgrund seiner Erfahrenheit durch Spielübersicht und den Fähigkeiten im Passspiel aus. Selbst im Alter von rund 37 Jahren war er somit noch einer der angesehensten Mittelfeldspieler im englischen Erstligafußball. Er wurde vereinsintern zum besten Saison der Saison 1989/90 gewählt und repräsentierte im Dezember 1990 eine Auswahl der Football League gegen eine Elf des irischen Ligaverbands. Die Spielzeit 1989/90 entwickelte sich zu einer der besten der jüngeren Vereinsgeschichte und Case absolvierte gegen seinen alten Klub aus Liverpool ein denkwürdiges Spiel, das am 21. Oktober 1989 nach zwei Treffern von Rod Wallace und Toren von Paul Rideout und Matthew Le Tissier mit einem 4:1-Sieg für den FC Southampton endete. In der Mannschaft, die schließlich auf dem siebten Platz in der Liga abschloss, half Case als erfahrener Spieler seinen noch jungen Mittelfeldkollegen Glenn Cockerill und Barry Horne. Zudem standen neben Wallace und Le Tissier noch Akteure wie Alan Shearer und Jason Dodd in diesem von Case angeführten Team.
Als jedoch Ian Branfoot im Juni 1991 den vormaligen Trainer Nicholl beerbte, entschied sich der neue sportliche Leite dafür auf die Dienste von Case künftig zu verzichten. Dieser wechselte dann auch bereits wenige Tage nach der Verpflichtung von Branfoot zum AFC Bournemouth, was innerhalb der Fangemeinde des FC Southampton für großen Unmut sorgte, zumal der als Ersatz vorgesehene Terry Hurlock die Erwartungen bei den Saints nicht erfüllen sollte.

### Karriereausklang (1991–1996)
Während der Saison 1991/92 agierte Case in der von Harry Redknapp trainierten Mannschaft des AFC Bournemouth und seine 40 Ligaeinsätze dort waren gleichzeitig seine ersten Spiele in der dritten englischen Liga. Nach nur einer Saison wechselte er dann zu Halifax Town, das von John McGrath und seinem Assistenten Frank Worthington betreut wurde. Sein Aufenthalt dort dauerte aber nur sechs Monate an und im restlichen Verlauf der Saison 1992/93 spielte er für den AFC Wrexham, mit dem ihm der Aufstieg aus der vierthöchsten Liga gelang.
Nach einem kurzen Engagement für den kleinen Verein FC Sittingbourne kehrte Case im Dezember 1993 nach Brighton zurück, um dort sowohl als Spieler als auch als Kotrainer neben Liam Brady zu arbeiten. Im November 1995 übernahm Case das Cheftraineramt von Brady. Mit 41 Jahren war Case zu dieser Zeit der älteste Feldspieler in Bezug auf den gesamten Football-League-Verband und die Premier League. Nur der Torhüter Peter Shilton war mit mittlerweile 46 Jahren ein älterer gemeldeter Spieler; da dieser aber bei Coventry City und West Ham United nicht zum Einsatz kam, war Case zu dem Zeitpunkt der älteste „aktive“ Spieler in einer englischen Profiliga.

## Nach dem Fußball
Nachdem Case mit Brighton nach Ablauf der Saison 1995/96 aus der Drittklassigkeit abgestiegen war und mit seinem Team im Dezember 1996 auch in der vierten Liga Tabellenletzter war, wurde er schließlich entlassen. Seine Trainerkarriere im englischen Profifußball war somit bereits beendet und Case arbeitete später nur noch für den kleinen Verein FC Bashley – unweit von Southampton entfernt.
Seitdem tritt Case sporadisch bei Altherrenspielen auf und ist vor allem als Fußballexperte für Radio Hampshire bekannt. Im Jahre 2007 ging Case anlässlich des 30-jährigen Jubiläums des Landemeisterpokalsiegs gegen Borussia Mönchengladbach mit drei alten Liverpooler Weggefährten (Tommy Smith, Vereinsrekordspieler Ian Callaghan und der ehemalige walisische Verteidiger Joey Jones) auf eine Tournee durch das Vereinigte Königreich und Irland, bei der an die Liverpooler Erfolge in einem Showprogramm erinnert wird.

## Erfolge
- Europapokalsieger der Landesmeister: 1977, 1978, 1981
- UEFA-Pokal-Sieger: 1976
- Supercup-Gewinner: 1977
- Englischer Meister: 1976, 1977, 1979, 1980
- Englischer Ligapokalsieger: 1981
- Charity-Shield-Gewinner: 1976, 1977 (geteilt), 1979, 1980